# 7505/7506次列车
7505/7506次“乌鞘岭惠民号”列车，是中国铁路运行于甘肃省省会兰州至武威之间的管内普通旅客列车。自20世纪80年代起开行，由兰州局集团兰州客运段武威南车队担当客运任务。列车使用25G型客车，沿兰新铁路运行，全程290公里。其中，兰州站至武威站运行5小时37分，使用车次为7505次；武威站至兰州站运行5小时20分，使用车次为7506次。

## 历史
兰州与武威间的7505/7506次“绿皮”非空调旅客列车，最早开行于20世纪80年代，曾用车次为8751/8752次。2012年至今，7505/6次列车曾多次加挂车厢以应对客流高峰。
2017年7月，兰州铁路局为响应国家“一带一路”发展战略，适应经济发展新常态，打造“创新型、智慧型、开放型”的新兰铁，开行了六趟文化旅游列车。其中，兰州站往返武威南站的7505/6次列车被冠名“兰铁惠民旅游列车”。
2020年5月，作为兰州铁路局开行的11对公益性“慢火车”之一,7505/6次列车正式更名为“乌鞘岭惠民号”。

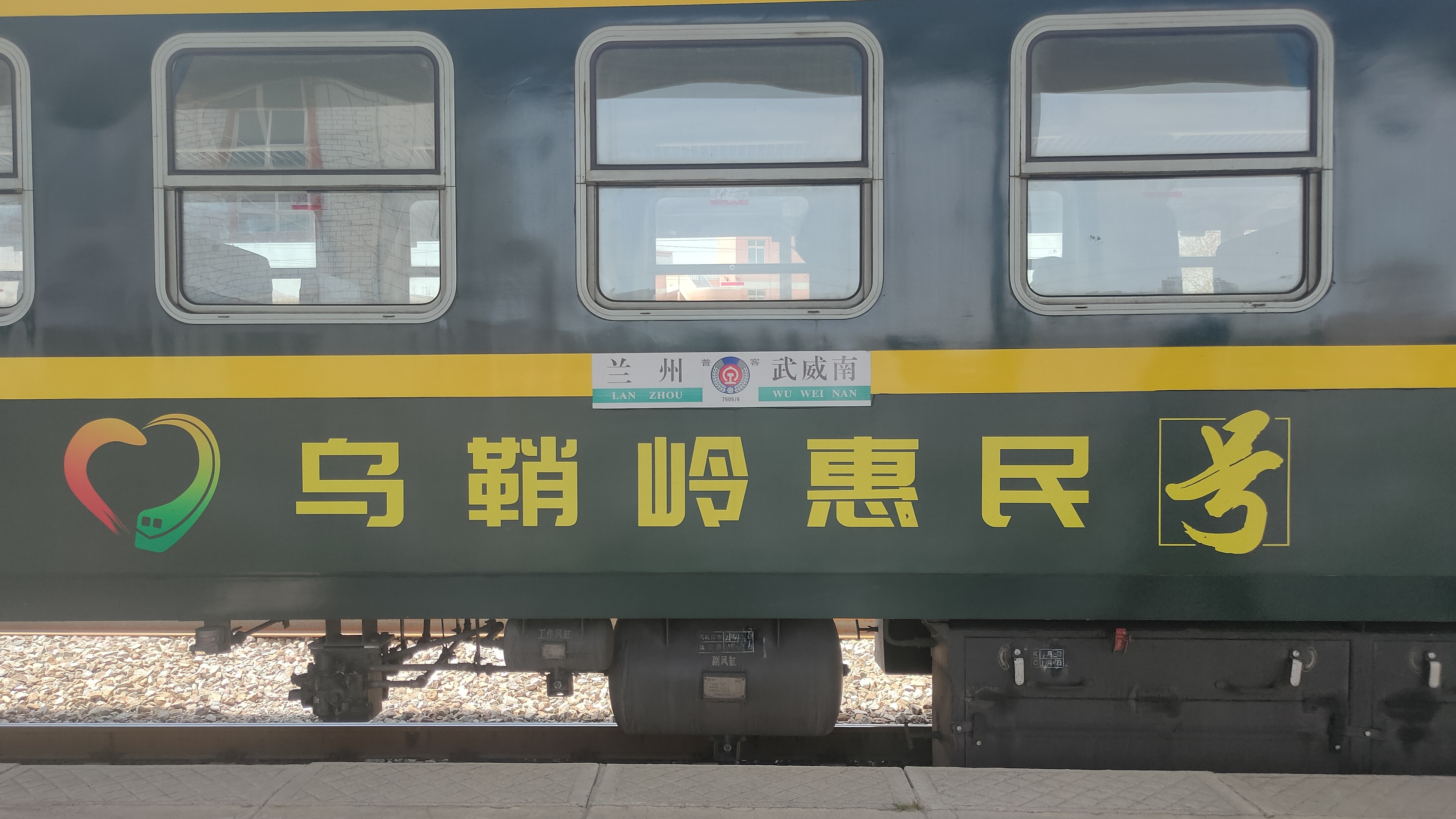
7505/6次列车车厢上的“乌鞘岭惠民号”标识

7505/6次列车沿途不仅停靠兰州西站、河口南站、永登站、天祝站、古浪站等5个车站，还会停靠坡底下、打柴沟、黄羊镇等旅客乘降所。列车全程仅提供硬座席位，最高票价18.5元，最低票价1元。这些票价从20世纪80年代起就再也没有调整过。每到春夏交接和秋收的时候，许多农户会带着自家种植的玫瑰、杏子、当季蔬菜坐这趟列车去兰州售卖，由于许多快速列车都不停靠这些小乘降所，而城乡巴士票价相对较高，7505/6次列车便成为了沿途小站居民首选的出行交通工具，是民众眼中经济实惠、方便快捷的“公交车”。
由于7505/6次列车途径许多偏远小站，很多乘客均通过上车补票乘坐该列车，且旅客们无需支付任何手续费。
2024年12月，7505/6次列车由原先的非空调列车升级为空调列车，同时调整至武威站始发。

## 列车编组
7505/6次列车曾采用单层的中国铁路25B型客车，现采用单层的中国铁路25G型客车，列车满编采取6节编组，均为硬座车；但平时有2节硬座车欠编，全列仅含4节硬座车。在节假日等客流高峰时期，列车会加挂1至2节硬座车。
列车升级空调列车前全列均不含空调，装有车顶切式通风器和燃煤供暖装置，饮用水的加热亦使用燃煤锅炉，所有车厢采取轮轴发电。采用25G型客车后为空调客车。
7505/6次列车车厢里配备了“便民服务袋”，里面有鞋油、鞋刷、梳子、针线盒、毛衣去球器、老花镜、放大镜、小药箱等；配备了“便民工具箱”，里面有钳子、改锥、剪刀、宽胶带、捆扎带等；还设置了“便民服务台”，售卖沿线土特产以及桃子、杏子、樱桃等水果。

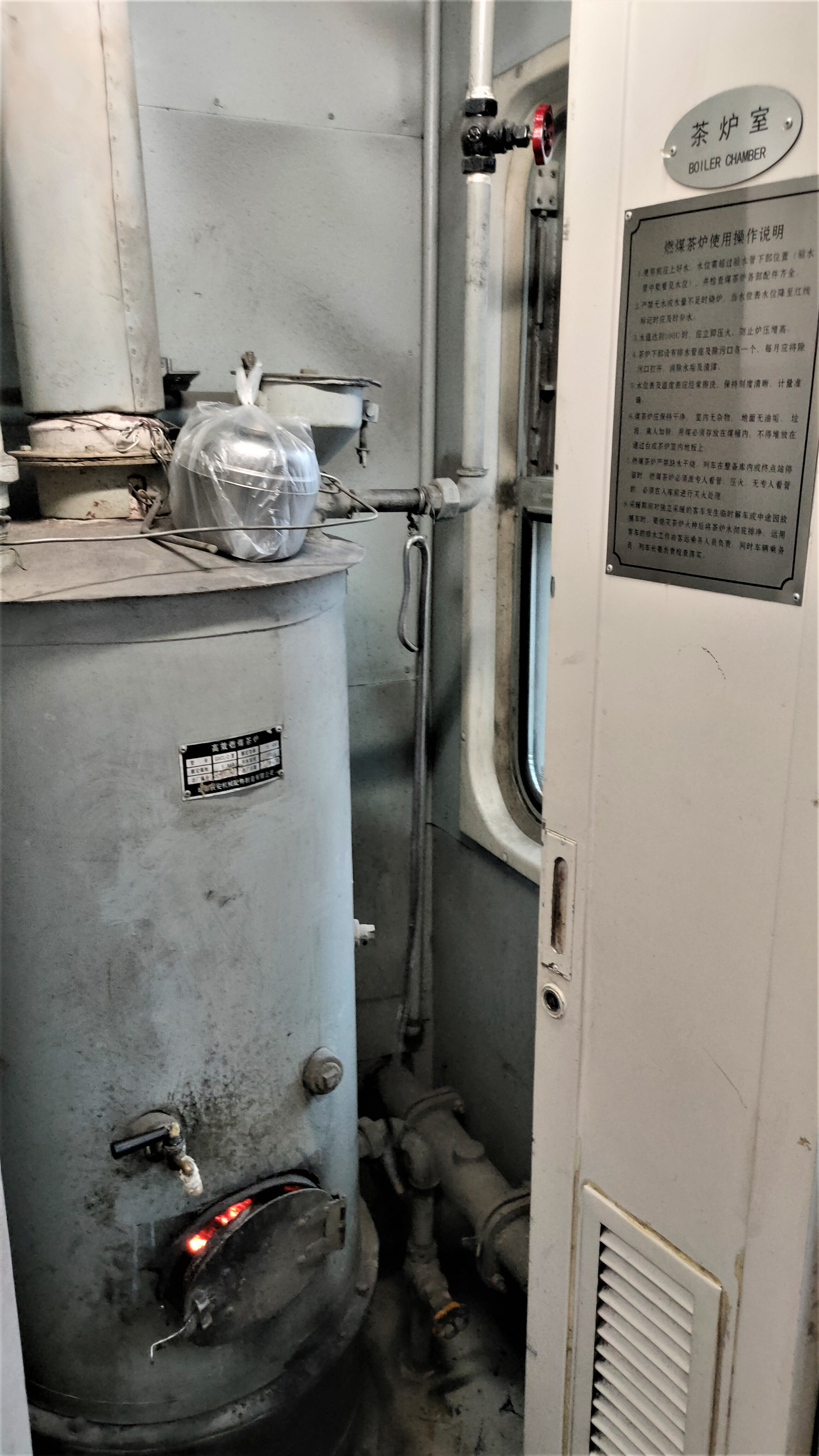
7505/6次列车（YZ25B）上的燃煤茶炉

| 车厢编号 | 1-6                        |
| 车型     | YZ25B 硬座车（5、6车欠编） |

## 机车交路

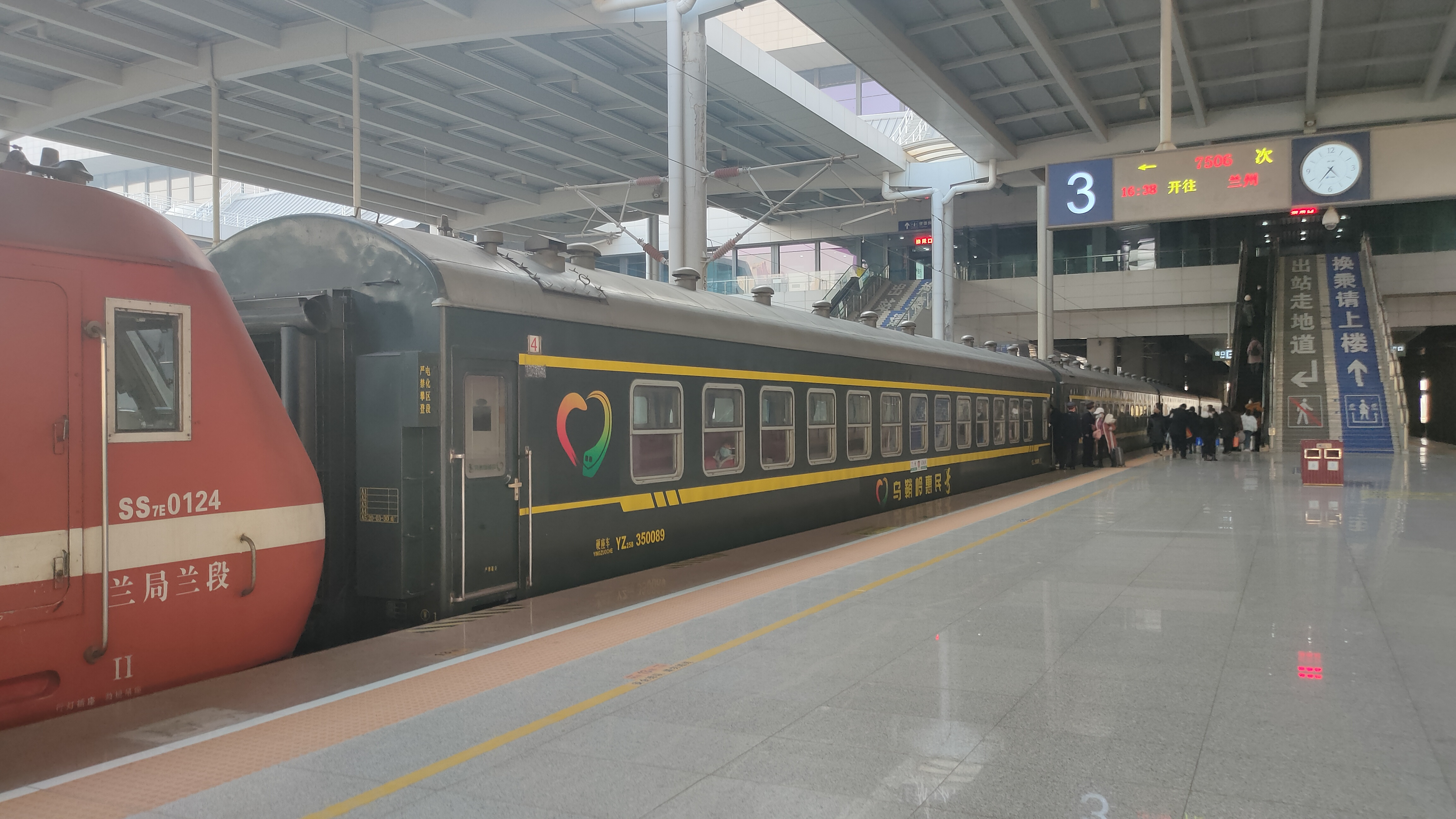
由配属兰州西机务段的韶山7E型电力机车第0124号牵引7506次列车停靠在兰州西站（2021年1月）

7505/6次列车全程由配属兰州局集团兰州西机务段的韶山7E型电力机车牵引。
| 车站区段               | 兰州 ↔ 武威                        |
| 本务机车 配属 司机更替 | 韶山7E型电力机车 兰局兰段 兰州司机 |

### 历史交路
约2019年以前，7505/6次列车曾经采用配属兰州局集团嘉峪关机务段的和谐1C型电力机车牵引。
| 车站区段               | 兰州 ↔ 武威南                |
| 本务机车 配属 司机更替 | 和谐1C型电力机车 兰局嘉段 ？ |

## 时刻表

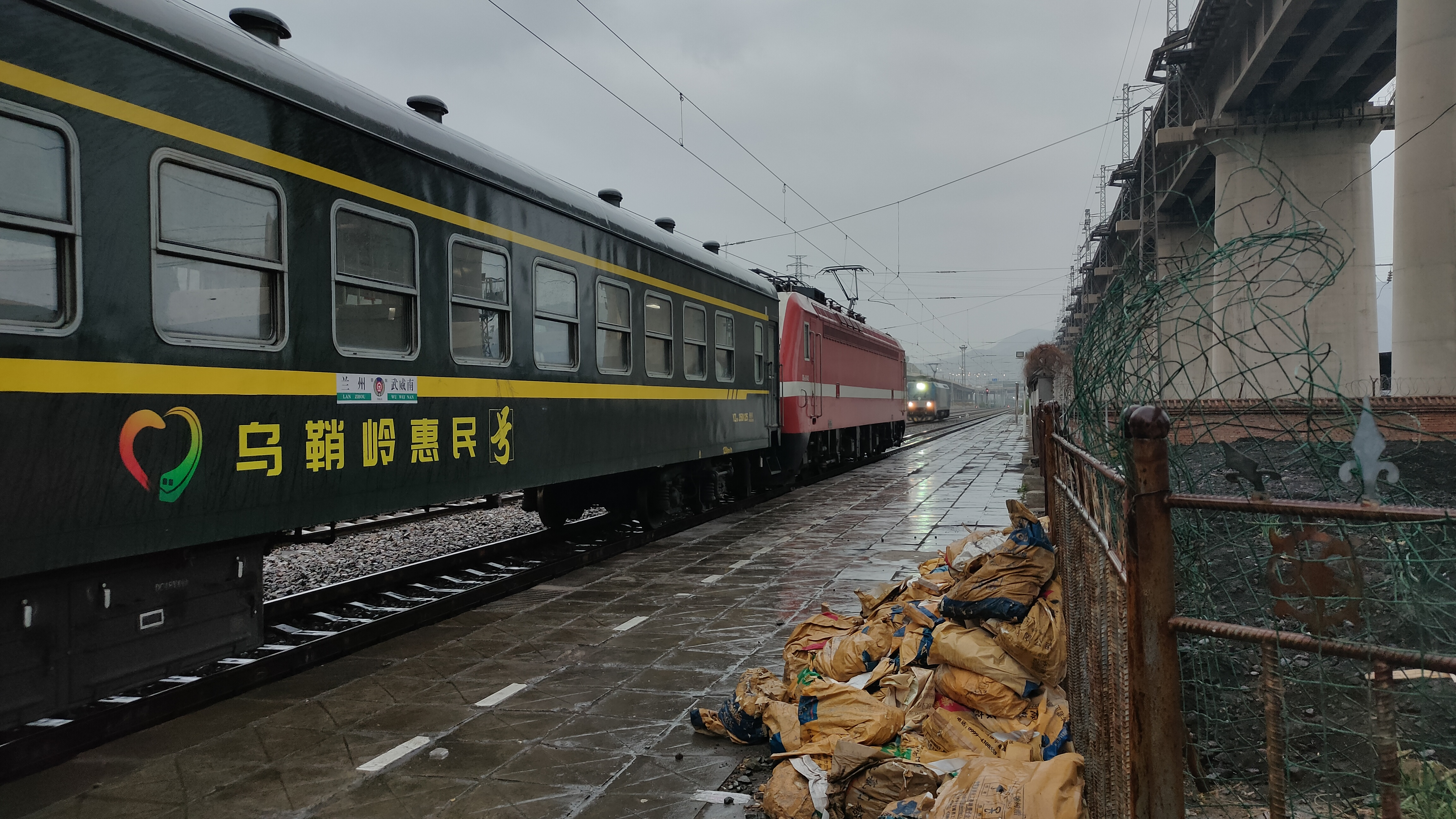
7505次列车停靠在西固城乘降所（2021年4月）

7505/6次列车全程途径兰州站、兰州西站、陈官营乘降所、西固城乘降所、坡底下乘降所、河口南站、大路乘降所、龙泉寺乘降所、马家坪乘降所、永登站、中堡乘降所、富强堡乘降所、天祝站、打柴沟乘降所、龙沟乘降所、古浪站、黄羊镇乘降所、头坝河乘降所、武威南站、武威站共计20个客运站。其中，列入现行时刻表的有15站，其余5个乘降所不办理网络售票业务。

7505/6次列车单次全程运行290公里，票价34.5元；由于其停站众多，运行时长分别为5小时37分与5小时20分，均速仅有约55km/h。
- 数据截至2021年4月10日。[8]

| 7505次 | 7505次 | 7505次 | 7505次 | 停靠站 | 7506次 | 7506次 | 7506次 | 7506次 |
| 里程   | 天数   | 到点   | 开点   | 停靠站 | 到点   | 开点   | 天数   | 里程   |
| ------ | ------ | ------ | ------ | ------ | ------ | ------ | ------ | ------ |
| 0      | 当天   | —      | 17:24  | 兰州   | 16:36  | —      | 当天   | 290    |
| 10     | 当天   | 17:36  | 17:38  | 兰州西 | 16:21  | 16:24  | 当天   | 280    |
| 18     | 当天   | 17:49  | 17:50  | 陈官营 | 16:09  | 16:11  | 当天   | 272    |
| 25     | 当天   | 17:57  | 17:59  | 西固城 | 16:00  | 16:02  | 当天   | 265    |
| 35     | 当天   | 18:10  | 18:11  | 坡底下 | 15:47  | 15:49  | 当天   | 255    |
| 42     | 当天   | 18:19  | 18:21  | 河口南 | 15:35  | 15:39  | 当天   | 248    |
| 82     | 当天   | 19:08  | 19:09  | 龙泉寺 | 14:59  | 15:01  | 当天   | 208    |
| 111    | 当天   | 19:36  | 19:38  | 永登   | 14:18  | 14:31  | 当天   | 179    |
| 145    | 当天   | 20:12  | 20:14  | 天祝   | 13:24  | 13:38  | 当天   | 145    |
| 166    | 当天   | 20:30  | 20:31  | 打柴沟 | 12:54  | 13:08  | 当天   | 124    |
| 224    | 当天   | 20:53  | 21:04  | 龙沟   | 12:29  | 12:31  | 当天   | 66     |
| 244    | 当天   | 21:34  | 21:46  | 古浪   | 11:55  | 11:58  | 当天   | 46     |
| 269    | 当天   | 22:05  | 22:06  | 黄羊镇 | 11:33  | 11:35  | 当天   | 21     |
| 290    | 当天   | 22:39  | —      | 武威南 | —      | 11:07  | 当天   | 0      |

### 历史交路
2001年10月至2007年4月间，列车曾使用8751/8752车次。其中，兰州站至武威南站运行7小时4分，使用车次为8751次；武威南站至兰州站运行8小时8分，使用车次为8752次。